# Paduniella buddha
Paduniella buddha är en nattsländeart som beskrevs av Li och Morse 1997. Paduniella buddha ingår i släktet Paduniella och familjen tunnelnattsländor. Inga underarter finns listade i Catalogue of Life.